# Glyptostrobus
Glyptostrobus — невеликий рід хвойних рослин родини Cupressaceae (раніше родини Taxodiaceae). Єдиний живий вид, Glyptostrobus pensilis, поширений у субтропічному південно-східному Китаї, від заходу Фуцзянь до південного сходу Юньнані, а також дуже локально в північному В'єтнамі та провінції Борікхамксай у східному Лаосі поблизу кордону з В'єтнамом.
Раніше рід мав набагато ширший ареал, охоплюючи більшу частину Північної півкулі, включаючи високу Арктику в палеоцені та еоцені. Найдавніші з відомих скам'янілостей належать до пізньої крейди, знайдені в Північній Америці. Це значно сприяло кам'яновугільним болотам кайнозойської ери. Він був зменшений до свого нинішнього діапазону до та під час плейстоценових льодовикових періодів.